# Sphaeradenia
Sphaeradenia es un género  de plantas con flores perteneciente a la familia Cyclanthaceae.  Comprende 67 especies descritas y de estas, solo 52 aceptadas.

## Descripción
Epífitas con tallo corto o a veces terrestres. Hojas dísticas, hasta 175 cm de largo y 10–20 cm de ancho, bífidas por 30–40 cm, los segmentos 5–8 cm de ancho, atenuadas en la base, dificultando la distinción entre lámina, pecíolo y vaina. Espatas  3; anteras con glóbulos secretores; estigmas lateralmente comprimidos, uncinados, ligeramente más cortos que los tépalos. Espádice en fruto hasta 9 cm de largo y 2.5 cm de ancho, frutos fusionados en la base, anaranjado brillantes, caperuzas de los frutos cayendo en la madurez; semillas ligeramente encorvadas, elipsoides a oblongas.

## Distribución y hábitat
Tiene su área de distribución en la región andina, desde  Nicaragua a Venezuela, Bolivia y Brasil. Pueden crecer desde el nivel del mar hasta los 3000 m de altitud, en selvas húmedas de baja altitud o montañosas. Algunas especies se pueden encontrar en los manglares o en zonas arenosas.

## Taxonomía
El género fue descrito por Gunnar Wilhelm Harling  y publicado en Acta Horti Bergiani 17(1): 3–6. 1954. La especie tipo es: Cystopteris fragilis (L.) Bernh.

## Especies aceptadas
A continuación se brinda un listado de las especies del género Sphaeradenia aceptadas hasta octubre de 2014, ordenadas alfabéticamente. Para cada una se indica el nombre binomial seguido del autor, abreviado según las convenciones y usos.	
- Sphaeradenia acutitepala Harling
- Sphaeradenia alba R.Erikss.
- Sphaeradenia alleniana Harling
- Sphaeradenia amazonica Harling
- Sphaeradenia angustifolia (Ruiz & Pav.) Harling
- Sphaeradenia asplundii (Harling) Harling
- Sphaeradenia brachiolata R.Erikss.
- Sphaeradenia buenaventurae Harling
- Sphaeradenia carnosa R.Erikss.
- Sphaeradenia chiriquensis Harling
- Sphaeradenia columnaris R.Erikss.
- Sphaeradenia compacta R.Erikss.
- Sphaeradenia crassiceps R.Erikss.
- Sphaeradenia crocea Harling
- Sphaeradenia cuatrecasana Harling
- Sphaeradenia danielii Harling
- Sphaeradenia distans R.Erikss.
- Sphaeradenia duidae Harling
- Sphaeradenia fosbergii Harling
- Sphaeradenia garciae Harling
- Sphaeradenia gigantea R.Erikss.
- Sphaeradenia hamata Harling
- Sphaeradenia horrida (Harling) Harling
- Sphaeradenia killipii (Standl.) Harling
- Sphaeradenia laucheana (Mast.) Harling
- Sphaeradenia lemaensis Harling
- Sphaeradenia magniglobula R.Erikss.
- Sphaeradenia marcescens R.Erikss.
- Sphaeradenia meridionalis R.Erikss.
- Sphaeradenia occidentalis R.Erikss.
- Sphaeradenia oligostemon Harling
- Sphaeradenia oxystigma R.Erikss.
- Sphaeradenia pachystigma Harling
- Sphaeradenia pallida R.Erikss.
- Sphaeradenia perangusta R.Erikss.
- Sphaeradenia praetermissa R.Erikss.
- Sphaeradenia proboscidifera R.Erikss.
- Sphaeradenia pterostigma Harling
- Sphaeradenia pulchra R.Erikss.
- Sphaeradenia purpurea Harling
- Sphaeradenia rhodocephala (Harling) Harling
- Sphaeradenia rostellata R.Erikss.
- Sphaeradenia sanctae-barbarae Harling
- Sphaeradenia scandens R.Erikss.
- Sphaeradenia sphagnicola Harling
- Sphaeradenia stenosperma Harling
- Sphaeradenia steyermarkii (Harling) Harling
- Sphaeradenia stylosa Harling
- Sphaeradenia vallensis Harling
- Sphaeradenia versicolor R.Erikss.
- Sphaeradenia virella R.Erikss.
- Sphaeradenia woodsonii Harling